# Eduardo Jimeno Correas
Eduardo Jimeno Correas (Zaragoza, 22 de febrero de 1870 - Madrid, 30 de octubre de 1947) fue uno de los pioneros del cine español.

## Biografía
Hijo de Eduardo Jimeno Peromarta.
Fue administrativo en el Ayuntamiento de Zaragoza. Más tarde junto con su padre adquirió una barraca de feria con la que recorrieron España, Francia y Portugal con espectáculos visuales como panoramas y figuras de cera.
En 1895 Eduardo Jimeno Peromarta y su hijo Eduardo Jimeno Correas viajaron a París y compraron un aparato Vernée que resultó ser un timo.
En 1897 su padre Eduardo Jimeno Peromarta viajó desde Burgos a Lyon y compró por 2 500 francos un aparato Lumière y varias películas. El aparato servía como tomavistas y como proyector.
En septiembre de 1897, Eduardo Jimeno Correas arrendó en Zaragoza un local en el número 27 del paseo de la Independencia y abrió el primer Salón de Cine de la ciudad. El 14 de septiembre de 1897 se celebró la primera sesión cinematográfica.  Las sesiones duraban media hora y el precio de la entrada era entre 50 céntimos y una peseta.
El 15 de septiembre de 1897 publicaron el siguiente anuncio en el Diario Mercantil:

En la calle Independencia, número 27, se exhibe al público un bonito espectáculo, o sea, la fotografía en movimiento por el Cinematógrafo, verdadera maravilla fin de siglo. Los personajes de estos cuadros están animados de un movimiento continuo natural, dando la perfección a la imagen de la vida. Cada sección dura media hora, con ocho vistas, y la entrada cuesta 50 céntimos.

Con el Cinematógrafo Lumière Eduardo Jimeno Correas filmó Salida de la misa de doce de la Iglesia del Pilar de Zaragoza encima de una escalera de dos hojas y reveló la película en un pequeño laboratorio que había instalado en la Posada de las Almas, sita en la calle de San Pablo. Exhibieron la película en su cine.
La película tenía una longitud de 12,40 metros y contenía 651 fotogramas. Durante años se creyó que se filmó el 11 de octubre de 1896.
Pero en 1996 Jon Letamendi documentó en su libro que Jimeno compró la cámara Lumière en julio de 1897, por lo que la filmación sería de octubre de 1897.

Juan Carlos de la Madrid y Román Gubern también afirmaron que la película era de 1897.
Eduardo Jimeno Correas rodó una segunda versión de la salida de misa en la que público saluda efusivamente con sus sombreros a la cámara. En 1994 la Filmoteca de Zaragoza (enlace roto disponible en Internet Archive; véase el historial, la primera versión y la última). restauró la película y la tituló Saludos.
En 1906 se estableció en Madrid donde él y sus descendientes se dedicaron a la exhibición cinematográfica hasta la década de 1960.
A finales de julio de 2004, en Londres fue subastado un lote que contenía el equipo con el que se rodó la película Salida de la misa de doce de la Iglesia del Pilar de Zaragoza. Pertenecía a un descendiente de Eduardo Jimeno Correas. Fue comprado por 129 000 euros por una persona vinculada a la casa Lumière. El lote contenía la cámara 212 y la 264 con tres lentes. Según su número de serie ambas fueron fabricadas en 1896. En el lote se incluía un trípode, 6 películas y unas cajas de madera de pino.

## Otros pioneros
Otros pioneros del cine en España realizaron películas antes que Eduardo Jimeno Correas.
Probablemente en abril de 1896 el operador francés Alexandre Promio, enviado por la casa Lumière, rodó la película Dechargement d'un navire (Barcelona), que se perdió.
Entre el 12 y 14 de junio de 1896 Alexandre Promio rodó sus escenas madrileñas. Las cintas se revelaron y positivaron en Lyon y se exhibieron en Madrid a partir de julio de 1896.
José Sellier Loup nació en 1850 en Givors (Francia) y se afincó en La Coruña. En mayo de 1897 ya tenía una cámara Lumière.
El 20 de junio de 1897 José Sellier Loup filmó el Entierro del General Sánchez Bregua. También filmó Plaza de la Mina (1897), Temporal en Riazor (1897) y San Jorge, salida de misa (1897).
En 1897 Francis Doublier rodó una corrida de toros en Barcelona. También rodó en Sevilla en 1898.

## Reconocimientos

### Escultura en Zaragoza

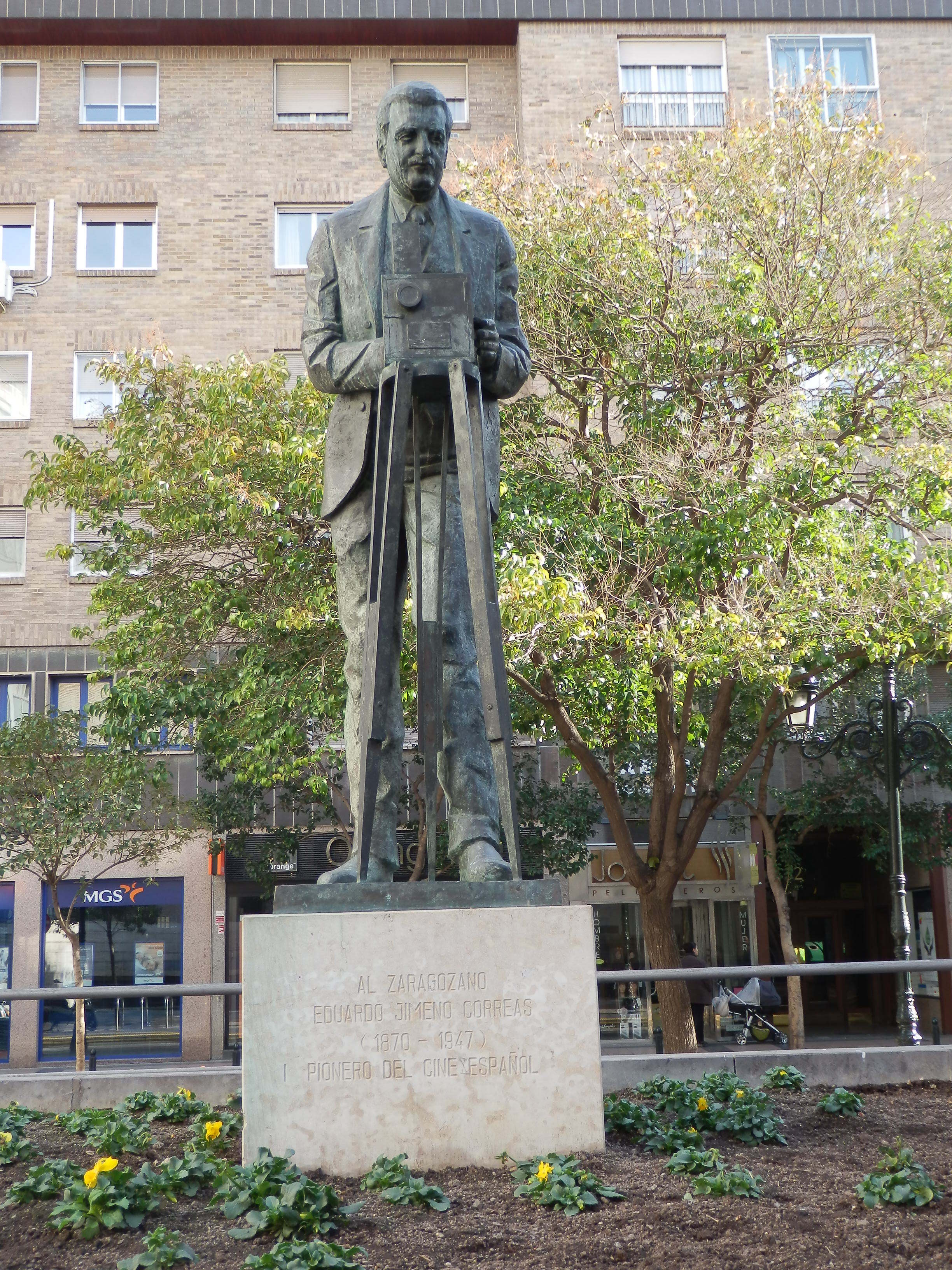
Estatua de Eduardo Jimeno Correas en Zaragoza.

Con motivo de la celebración del centenario del cine en España, el Ayuntamiento de Zaragoza organizó diversas actividades culturales como una gran gala del cine español y decidió homenajear a Eduardo Jimeno Correas de manera permanente, erigiéndole un monumento.
El 11 de octubre de 1996 se inauguró su estatua en la plaza Ariño de Zaragoza.
La escultura está basada en documentación fotográfica de la época conservada por sus herederos. La cámara representada responde completamente a las características y proporciones de la que originalmente utilizó para filmar su Salida de misa de doce del Pilar de Zaragoza.
El escultor Manuel Arcón realizó la escultura en bronce fundido y patinado y la colocó en un pedestal de piedra de La Puebla de Albortón.
Se barajó la posibilidad de instalarla en la plaza del Pilar, donde se había realizado la filmación original. Finalmente se instaló a unos 300 metros de dicha ubicación.

### Calle en Zaragoza
Tiene una calle dedicada en el barrio Actur/Rey Fernando de Zaragoza.